# European Organization for Civil Aviation Equipment
La European Organization for Civil Aviation Equipment, abreviado EUROCAE, y en español es una organización de uso común que se ocupa de crear estándares para la electrónica en la aviación. La EUROCAE se creó en 1963 en Lucerna (Suiza), si bien las oficinas de la EUROCAE están situadas en Saint-Denis (Francia), en las cercanías de París.
EUROCAE se ocupa de tareas relacionadas con el uso de dispositivos eléctricos y electrónicos. La organización estandariza requisitos para los dispositivos de electrónica tanto en los aviones como para sistemas terrestres para la localización y navegación aérea y desarrolla normas y documentos al respecto.
Los miembros de la EUROCAE provienen de las autoridades aeronáuticas internacionales (ej. EASA, CAA, LBA), fabricantes de aviones, proveedores de servicios de seguridad aérea, aerlolíneas, operadores de aeropuertos y otras entidades afectadas. El desarrollo de los documentos de la EUROCAE (que utilizan la abreviatura ED) es de carácter voluntario. EUROCAE actúa como un marco en el que diferentes grupos de trabajo de expertos del sector aeronáutico intercambian sus conocimientos para el desarrollo de estándares. EUROCAE es el equivalente en Europa a la RTCA norteamiercana.
La EUROCAE y la RTCA, trabajan a menudo de forma conjunta. Algunos documentos, por ejemplo el DO-160 (ED-14), que trata sobre las influencias del entorno (ej. rayos), se desarrollan de forma conjunta. El documento DO-160 sirve como requisito mínimo en la industria aeronáutica para la protección de la electrónica frente a la influencia exterior, incluida la compatibilidad electromagnética.